# Сміт Томпсон
Сміт Томпсон (англ. Smith Thompson; 17 січня 1768 — 18 грудня 1843) — міністр військово-морського флоту США з 1818 по 1823 роки, член Верховного суду Сполучених Штатів.

## Біографія
Сміт Томпсон народився 17 січня 1768 року в невеликому містечку Амінія (англ. Amenia), зараз у складі міста Нью-Йорк.
Томпсон закінчив Коледж в Нью-Джерсі (сьогодні відомий як Принстонський університет) в 1788 році і після цього викладав протягом короткого періоду. Потім вивчав право у Джеймса Кента, а потім відкрив юридичну практику. Він практикував в місті Трой, штат Нью-Йорк з 1792 по 1793 роки, і в Poughkeepsie, Нью-Йорк з 1793 по 1802 роки.
Він був обраний в Держзбори Нью-Йорка в 1800 році, і взяв участь в Конституційному конвенті Нью-Йорка в 1801 році Він був призначений в Верховний Суд штату Нью-Йорк в 1802 році, де виступає як член Верховного суду з 1802 по 1814 роки і голова Верховного суду з 1814 по 1818 роки.
Він був віце-президентом Американського Біблійного товариства, заснованого 11 травня 1816 року в місті Нью-Йорк, з початку його заснування і надав довідку в Військово-морський флот США на кожного офіцера і звичайного члена товариства.
1818 рік — Дочка Деніеля Д. Томпкінса Аріетта Мінтсорн Томпкінс (англ. Arietta Minthorn Tompkins) (народжена 31 липня 1800) вийшла заміж за сина Сміта Томпсона.
В 1818 році Сміт Томпсон був призначений президентом Джеймсом Монро на пост міністра військово-морського флоту США і був на цій посаді з 1818 по 1823 роки.
1 вересня 1823 року президент Джеймс Монро призначив Сміта Томпсона, який на той час був міністром військово-морського флоту, на посаду Асоційованого члена Верховного суду Сполучених Штатів, яка узгоджується під час перерви у засіданнях, замість звільненого Генрі Брокхолст Лівінгстона. Формально номінований 5 грудня 1823 року, Томпсон був підтверджений Сенатом Сполучених Штатів 9 грудня 1823 року і отримав свої уповноваження Асоційованого члена Верховного суду Сполучених Штатів в той же день. Мабуть це була як би сімейно-унаслідована посада тому, що дружина Сміта Томпсона була з сім'ї Лівінгстонів.
Сміт Томпсон був в президентській компанії від Демократів-Республіканців з метою висунення свого кандидата на пост президента в 1824 році.
Він не відмовився від своїх політичних амбіцій тоді, зробив — тепер вважається незвичайним, але потім досить часто — крок, щоб балотуватися на політичні посади з лавки запасних, однак, його претензія в 1828 році на крісло губернатора штату Нью-Йорк була невдалою, на відміну від прикладу голови Верховного суду Джона Джей, який був обраний губернатором в 1795 році. Після цього він здебільшого уходить від політичного життя.
Коли Ендрю Джексон став переможцем у виборах 1829 року, Сміт Томпсон неохоче прийняв його призначення в Верховний суд Сполучених Штатів. В Суді Томпсон став затятим опонентом головного судді Джона Маршалла. Сміт Томпсон був членом Асоційованим членом Верховного суду Сполучених Штатів з 1823 року до своєї смерті в 1843 році.
Помер в 1843 році.

## Сім'я
Сміта Томпсона був одружен з Сарою Лівінгстон Томпсон (англ. Sarah Livingston Thompson) (02.03.1777 — 22.09.1833), яка була членом сім'ї Лівінгстон — дочка Гілберта Лівінгстон (англ. Gilbert Livingston) і Катарини Креннел (англ. Catharine Crannell). Але в англійській Вікіпедії чомусь зазнечено ім'я дружини Сюзанна (англ. Susanna), і також з сім'ї Лівінгстон.
Діти Сміта Томпсона:
- Син Гілберт Лівінгстон Томпсон (англ. Gilbert Livingston Thompson) (1800 — 04.07.1874) — 
Вперше був одружений 17 червня 1818 року з Аріеттою Мінтсорн Томпкінс (англ. Arietta Minthorn Tompkins) (31.07.1800 — 03.10.1837), дочка Деніеля Д. Томпкінса.[10][11] 
Вдруге був одружений 23 лютого 1839 року в місті Еллікотт (англ. Ellicott City) з Мэри Энн Дорси Толи Уортингтон Томпсон (англ. Mary Ann Tolley Worthington Dorsey Thompson) (31.03.1815 — 25.07.1877).[10][12] 
Гілберт Лівінгстон Томпсон мав двох дітей від першого шлюбу і чотирьох дітей від другого шлюбу[10][12][13]:
  - Mangle Minthorne Thompson (1828 — 05.08.1864)[13]
  - Gilbertine Livingston Thompson VanZandt (1829 — 17.04.1867)[14]
  - Dorsey Thompson (08.01.1840 — 08.10.1924)[15]
  - Gilbert Livingston Thompson (Junior) (09.08.1841 — 18.10.1876)[16]
  - Robert Livingston Thompson (10.09.1850 — 20.04.1900)[17]
  - Rebecca Goodwin Thompson Rogers (10.09.1852 — 15.02.1921)[18]

## Після смерті
1919 рік — Побудований есмінець USS Smith Thompson (DD-212) отримав назву на честь Сміта Томпсона.